# Wat Phra That Hariphunchai

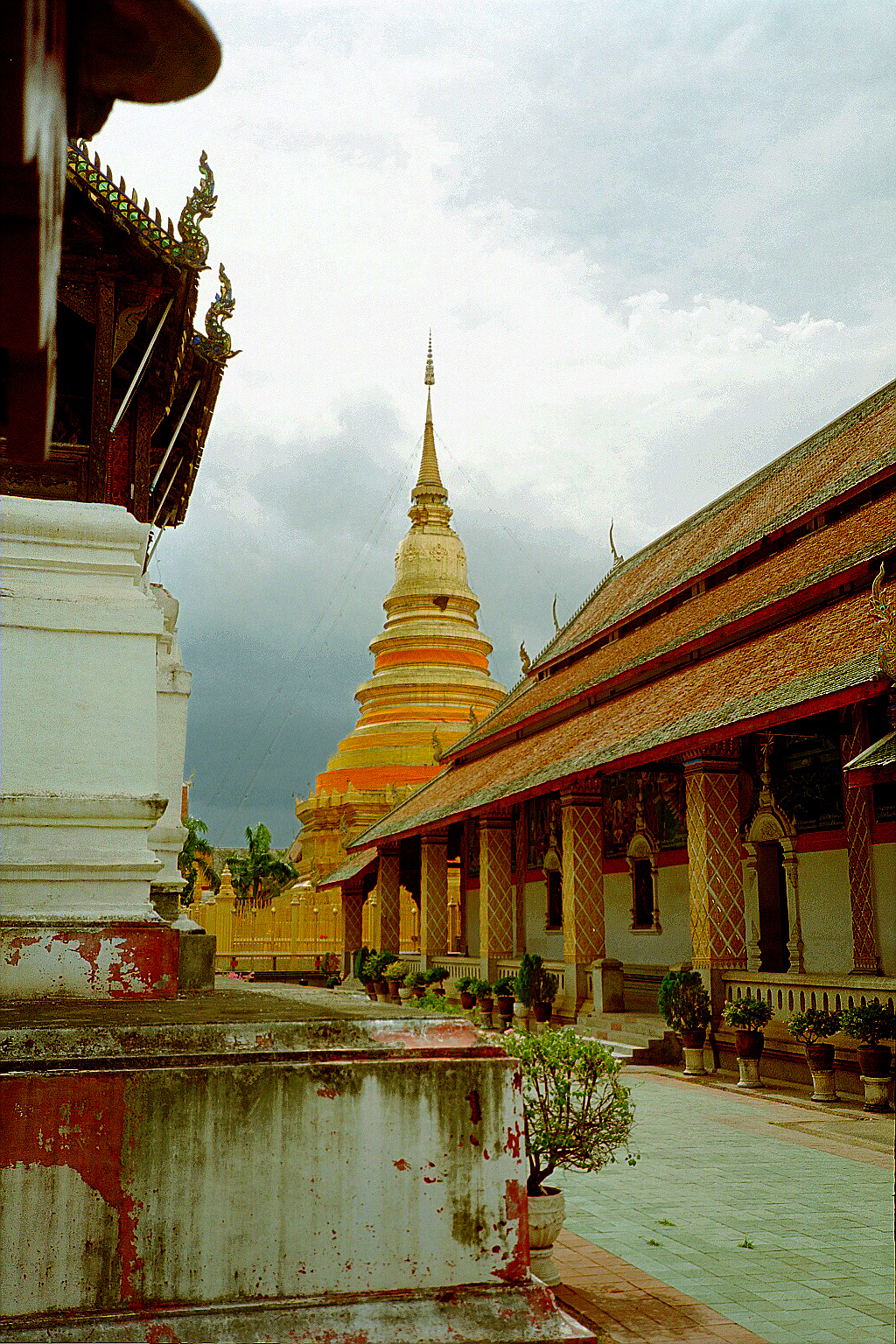
Viharn Luang und Chedi des Wat Phra That Hariphunchai

Wat Phra That Hariphunchai (vollständiger Name: Wat Phra That Hariphunchai Woramahaviharn, Thai: วัดพระธาตุหริภุญชัยวรมหาวิหาร – etwa „Kloster der heiligen Reliquie von Hariphunchai“) ist ein buddhistischer Tempel (Wat) in Lamphun, Nordthailand. Er ist ein Königlicher Tempel Erster Klasse. Wat Phra That Hariphunchai liegt direkt im Zentrum der historischen Altstadt von Lamphun.

## Geschichte
Wat Phra That Hariphunchai war der wichtigste Tempel des Mon-Königreiches von Hariphunchai. Er soll der Legende nach von König Aditya Ratcha gegründet worden sein, um eine Reliquie des Buddha aufzubewahren, die er vergraben im Garten seines Palastes fand. Dies geschah kurz vor seiner Thronbesteigung im Jahr 1150. Er soll den Tempel an der Stelle errichtet haben, an der der Palast der legendären Königin Chamadevi gestanden haben soll. Seine heutige Form erhielt er im 15. Jahrhundert durch König Tilokarat. Keines der heute sichtbaren Gebäude wurde vor dem 15. Jahrhundert erbaut.
Im thailändischen Volksglauben wird der Wat Phra That Hariphunchai mit dem chinesischen Tierkreiszeichen des Hahns in Verbindung gebracht. Im Jahr des Hahns Geborene pilgern daher gerne hierher.

## Anlage
Der Phutthawat (Thai: เขถพุทธาวาส), der dem Buddha geweihte Bereich, der von einer Mauer (Kampheng Kaeo) umschlossen ist, hat eine quadratische Form mit der Chedi in seinem Zentrum.
- Phra Maha That Chedi – die heute 46 Meter hohe Chedi im Zentrum des Putthawat, war ursprünglich ein nur vier Meter hoher Reliquienschrein. Er war nach allen vier Seiten offen, sein Dach wurde von vier Säulen getragen. Im 13. Jahrhundert wurde eine etwa acht Meter hohe Chedi um ihn herum gebaut. Die heutige Chedi wurde 1448 von König Tilokarat errichtet. Letztlich ließ König Kawila zu Beginn des 19. Jahrhunderts die Zeremonien-Schirme an den vier Ecken sowie den neunstufigen Schirm, der aus 68 kg Gold bestehen soll, oben an der Spitze hinzufügen.
- Viharn Luang – Die große Versammlungshalle (Viharn) wurde 1925 renoviert, nachdem das vorherige Gebäude 1915 bei einem Erdbeben eingestürzt war.
- Hor Trai – Das Bibliotheksgebäude (Hor Trai) entspricht in seiner Bauform dem des Wat Phra Singh in Chiang Mai. Auf einem etwa drei Meter hohen Sockel aus Stein steht das elegante Gebäude aus Holz, das ein dreistufiges Dach besitzt.
- Hor Rakhang – Der Glockenturm (Hor Rakhang) ist eigentlich ein Gong-Turm. In ihm befindet sich neben einer kleineren Glocke ein flacher Bronzegong von 2,28 Metern Durchmesser, der aus dem Jahr 1860 stammt.[1]
- Suwanna Chedi – Die elegante Stufen-Chedi an der Nordmauer des Tempels ist eine Kopie aus dem Jahr 1418 der Mahapol Chedi aus dem Wat Chamadevi, des berühmtesten Bauwerks des Hariphunchai-Reiches.

## Galerie

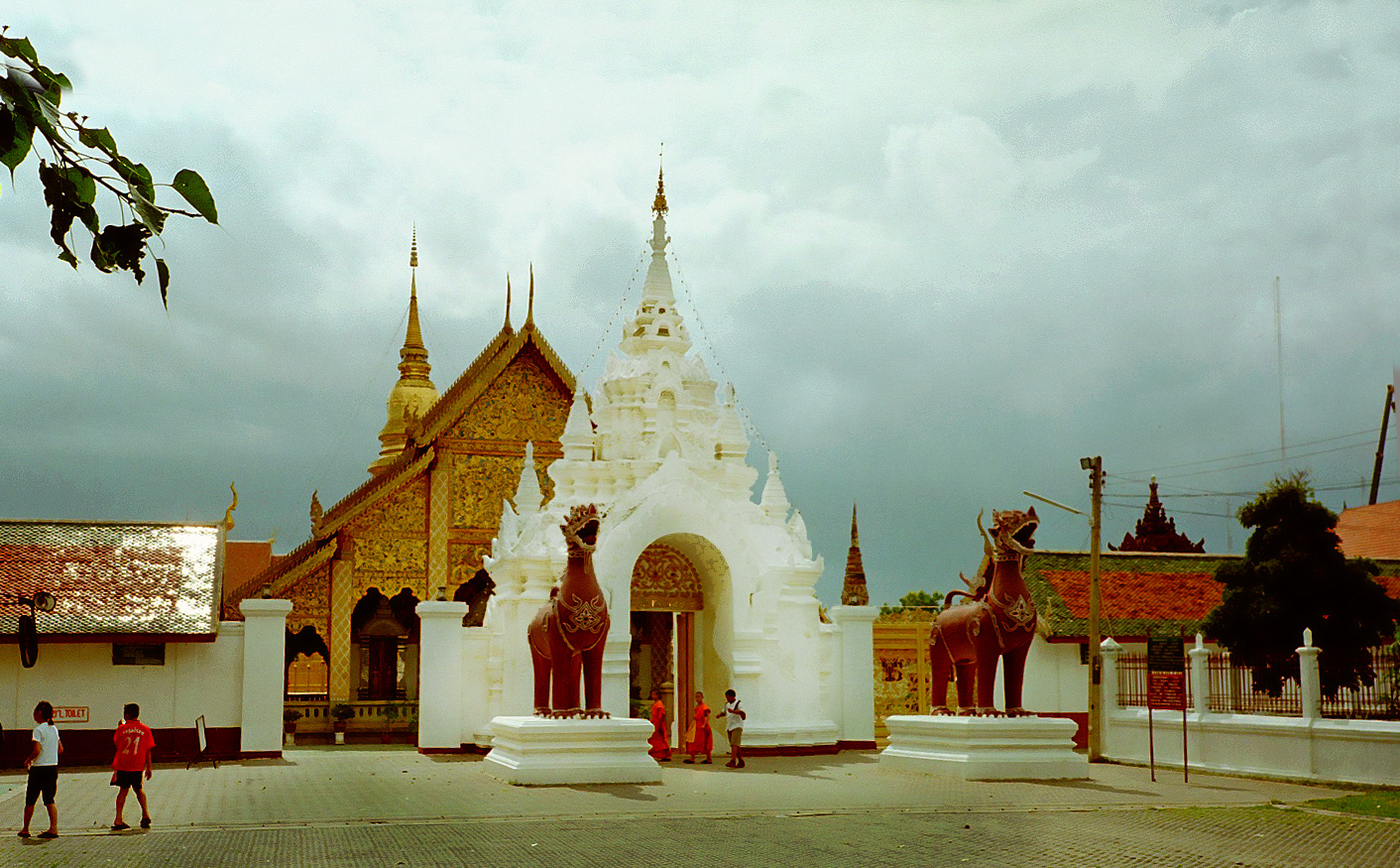
Östlicher Haupteingang zum Tempel
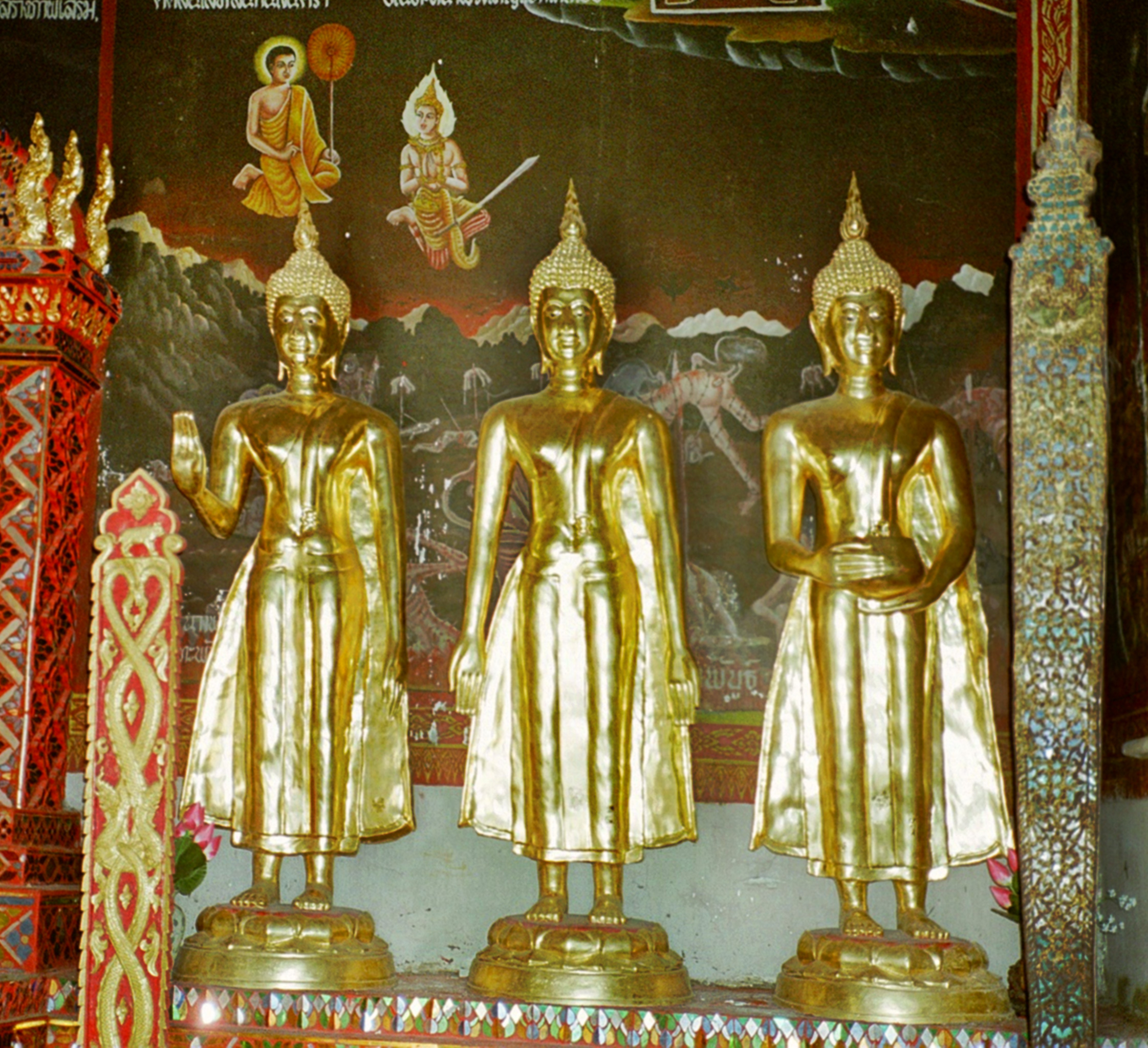
Buddha-Statuen im Viharn Than Chai
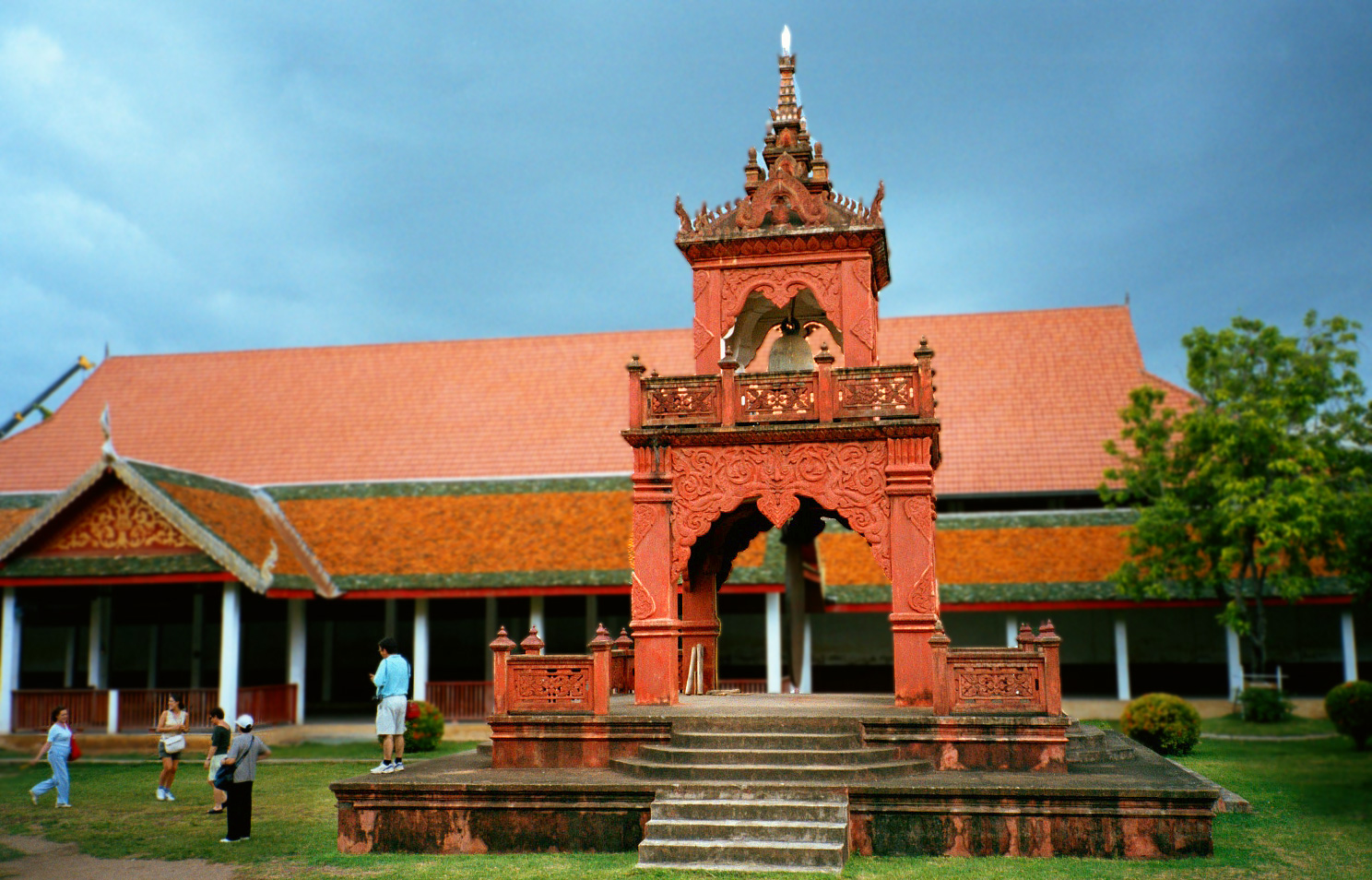
Ho Rakhang (Glockenturm)
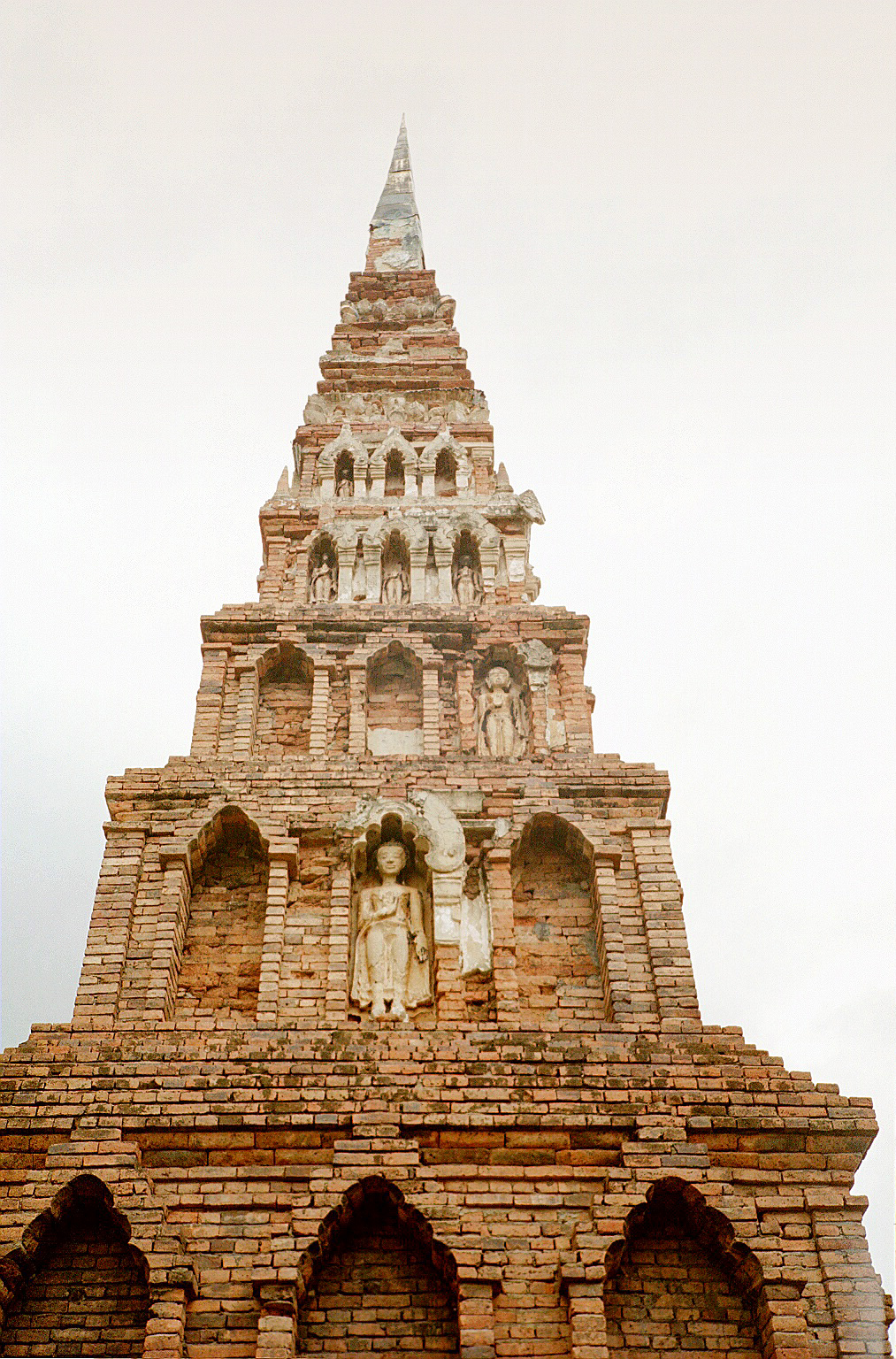
Suwanna Chedi